# باشگاه بسکتبال شهرداری گرگان
باشگاه بسکتبال شهرداری گرگان یک باشگاه بسکتبال در شهر گرگان، ایران است که بر اساس ادعای ورزش گرگان در سال ۱۳۴۸ تأسیس شده است. مربی فعلی تیم صالح مخدومی می‌باشد. این تیم در سال‌های ۱۳۵۴ و ۱۳۶۹ و ۱۳۷۱ و ۱۳۹۸، چهار بار به مقام نایب قهرمانی مسابقات لیگ دست یافته است.
این تیم در شامگاه شنبه پنج اردیبهشت ۱۴۰۰ که در خانه بسکتبال مجموعه ورزشی آزادی تهران برگزار شد؛ تیم شهرداری گرگان موفق شد با نتیجه ۱۱۰ بر ۱۰۳ حریف خود، تیم بسکتبال مهرام را شکست داده و اولین قهرمانی را در تاریخ ۶۰ ساله بسکتبال این شهر کسب کند و قهرمان لیگ برتر بسکتبال شد. این پیروزی به نحوی بود که رابرت مالی نماینده آمریکا در امور ایران هم این پیروزی را تبریک گفت و با انتشار پرتاب آخر پری پتی بازیکن شهرداری گرگان نوشت: «عجب پرتاب دقیقه نودی فوق‌العاده‌ای.»
این تیم در فصل ۱۳۹۷–۹۸ با قرار گرفتن در رتبه سوم فصل عادی، توانست به مرحله پلی آف لیگ برتر صعود کند. در این مرحله با غلبه بر تیم‌های آویژه صنعت مشهد و تیم مدعی شیمیدر تهران، به فینال رقابت‌های لیگ برتر راه یافت. در فینال لیگ برتر بسکتبال، در مجموع ۴ بازی، ۳ بر ۱ از تیم پالایش نفت آبادان شکست خورد و برای اولین بار در لیگ برتر باشگاه‌های بسکتبال ایران (با فرمت جدید) به مقام نایب قهرمانی دست یافت و مجوز حضور در بازیهای باشگاهی غرب آسیا در سال ۲۰۲۰ را به همراه تیم پالایش نفت آبادان بدست آورد.
همچنین شهر گرگان، معروف به پایتخت هواداران بسکتبال ایران می‌باشد. تیم زنان این باشگاه در لیگ برتر بسکتبال زنان ایران حضور دارد.

## اعضای تیم
| شماره | بازیکن           | نقش | قد    | سن     |
| ۱۴    | ارسلان کاظمی     | PF  | 202cm | ۳۴ سال |
| ۱۰    | یاسین کلاسنگیانی | F   | 200cm | ۲۷ سال |
| ۴     | میثم میرزایی     | C   | 208cm | ۳۳ سال |
| ۱     | پیتر گریگوریان   | PG  | 201cm | ۲۴ سال |
| ۱۳    | کیوان ریاعی      | C   | 213cm | ۳۱ سال |
| ۳۰    | جلال آقامیری     | PF  | 202cm | ۲۵ سال |
| ۴۱    | نصرت یازرلو      | F   | 213cm | ۲۳ سال |
| ۸۸    | امیرحسین یازرلو  | F   | 220cm | ۲۳ سال |
| ۵     | مبین شیخی        | PG  | 178cm | ۲۶ سال |
| ۹     | خشایار علی‌اکبری  | SG  | 180cm | ۲۶ سال |
| ۱۲    | پدرام فخفوری     | SF  | 204cm | ۲۶ سال |
| ۶     | سعید صالحی       | PG  | 185cm | ۳۳ سال |
| ۰     | شایان احمدی      | PG  | 204cm | ۱۹ سال |
| ۲۳    | مهدی خداوردی     | PG  | 208cm | ۳۰ سال |
| ۶۶    | گلن کوزی         | PG  | 185cm | ۲۵ سال |

| نقش      | نام            |
| -------- | -------------- |
| سرمربی   | صالح مخدومی    |
| کمک مربی | هادی دهقان     |
| کمک مربی | مجتبی بنی‌عقیل  |
| کمک مربی | اشکان بنی‌کمالی |
| سرپرست   | نوید نظری      |
| مدیرفنی  | حسن طیبی       |